# Hotel Polonia w Poznaniu
Hotel Polonia w Poznaniu – okazały, zabytkowy gmach dawnego hotelu, o klasycznych formach, zlokalizowany w Poznaniu przy ul. Grunwaldzkiej 16-18 (róg Stolarskiej). Po wybudowaniu był największym hotelem w Polsce pod względem liczby łóżek. W latach 1945–2012 mieścił się w nim szpital wojskowy, a obecnie Szpital Kliniczny UM.

## Geneza
Budynek wybudowano dla potrzeb hotelowych Powszechnej Wystawy Krajowej w Poznaniu - PeWuKi - wybudowano go według projektu Jerzego Tuszowskiego (współpraca - Kazimierz Ruciński) w rekordowym czasie 13 miesięcy i ukończono w początkach maja 1929. Pośpiech spowodowany był zbyt późną decyzją o budowie, zainspirowaną szacunkiem, że zabraknie około stu tysięcy miejsc noclegowych dla gości z Anglii (co ostatecznie nie miało miejsca). Projekt wykonano tak, żeby hotel po zakończeniu wystawy łatwo było przebudować na mieszkania z kuchniami i łazienkami. Posiadał 362 pokoje o 603 łóżkach oraz pełne zaplecze socjalne, pralnię, kuchnie, dwie windy, dziewięć klatek schodowych, itp. Powierzchnia wynosiła 3.100 m², a kubatura 67.000 m³. Narożnik ulic Grunwaldzkiej i Stolarskiej zaakcentowano potężnym portykiem z czterema kolumnami jońskimi. Dziedziniec był zadaszony. Wystrój wnętrza zaaranżowano w stylu art déco. 
Niektóre szczegóły budowy:
- roboty murarskie - firma Czesława Kazimierza Leitgebera,
- dachówki - firma Ludwika Thielmana,
- nadzór prac budowlanych - Oskar Pohlman i Jerzy Tuszowski,
- koszt budowy - 5 mln ówczesnych zł.

## Zmiana funkcji i okolica
Po zakończeniu PeWuKi hotel przekształcono na budynek mieszkalny, były tu też biura Zarządu Miejskiego, a pod koniec II wojny światowej na szpital wojskowy, którą to funkcję pełnił do 1 stycznia 2012. Od 2 stycznia funkcjonuje tam szpital kliniczny. 
W trakcie prac budowlanych nieumiejętnie przemieszczona została strefa wejściowa, w sposób rozbijający aranżację elewacji, chociaż Władysław Czarnecki od początku uważał, że wejście zaprojektowano niewłaściwie, jako za małe i zbyt ciasne na hotel, a zbyt pompatyczne na dom czynszowy.
W pobliżu znajdują się także inne ważne obiekty architektoniczne, po części związane z PeWuKą: Willa Flora (po drugiej stronie ulicy), kościół św. Michała Archanioła, Collegium Chemicum, Collegium Anatomicum, kamienica Bolesława Richelieu, tereny MTP, II Liceum Ogólnokształcące, dom oficerski i dawny dom kultury MO - Olimpia. W podwórzu stoi dawny budynek jeżyckiej straży pożarnej.

## Dojazd
Dojazd zapewniają tramwaje linii 6, 13 i 15 do przystanku Matejki oraz autobus linii 64, tamże.